# موراكسيلية
الموراكسيلية (الاسم العلمي: Moraxellaceae) هي فصيلة من البكتيريا تتبع رتبة الزوافات من طائفة متقلبات غاما.

## أجناس
- الموراكسيلة
- الراكدة
- Alkanindiges
- برانهاميلا
- Enhydrobacter
- Paraperlucidibaca
- Perlucidibaca
- Psychrobacter